# Historique des dirigeants des Länder autrichiens

## Gouverneurs par Land depuis 1945

### Basse-Autriche
| Nom | Nom                  | Parti | Dates            | Dates           |
| --- | -------------------- | ----- | ---------------- | --------------- |
|     | Leopold Figl         | ÖVP   | 25 mai 1945      | 15 octobre 1945 |
|     | Josef Reither        | ÖVP   | 15 octobre 1945  | 4 mai 1949      |
|     | Johann Steinböck     | ÖVP   | 4 mai 1949       | 14 janvier 1962 |
|     | Leopold Figl         | ÖVP   | 14 janvier 1962  | 9 mai 1965      |
|     | Eduard Hartmann      | ÖVP   | 16 juin 1965     | 14 octobre 1966 |
|     | Andreas Maurer       | ÖVP   | 24 novembre 1966 | 22 janvier 1981 |
|     | Siegfried Ludwig     | ÖVP   | 22 janvier 1981  | 20 octobre 1992 |
|     | Erwin Pröll          | ÖVP   | 20 octobre 1992  | 19 avril 2017   |
|     | Johanna Mikl-Leitner | ÖVP   | 19 avril 2017    | En fonction     |

### Burgenland
| Nom | Nom                 | Parti | Dates            | Dates            |
| --- | ------------------- | ----- | ---------------- | ---------------- |
|     | Ludwig Leser        | SPÖ   | 1er octobre 1945 | 4 janvier 1946   |
|     | Lorenz Karall       | ÖVP   | 4 janvier 1946   | 22 juin 1956     |
|     | Johann Wagner       | ÖVP   | 22 juin 1956     | 8 août 1961      |
|     | Josef Lentsch       | ÖVP   | 8 août 1961      | 12 juin 1964     |
|     | Hans Bögl           | SPÖ   | 12 juin 1964     | 28 juin 1966     |
|     | Theodor Kery        | SPÖ   | 28 juin 1966     | 30 octobre 1987  |
|     | Johann Sipötz       | SPÖ   | 30 octobre 1987  | 18 juillet 1991  |
|     | Karl Stix           | SPÖ   | 18 juillet 1991  | 27 décembre 2000 |
|     | Hans Niessl         | SPÖ   | 28 décembre 2000 | 28 février 2019  |
|     | Hans Peter Doskozil | SPÖ   | 28 février 2019  | En fonction      |

### Carinthie
| Nom | Nom               | Parti | Dates             | Dates             |
| --- | ----------------- | ----- | ----------------- | ----------------- |
|     | Hans Piesch       | SPÖ   | 8 mai 1945        | 25 avril 1947     |
|     | Ferdinand Wedenig | SPÖ   | 25 avril 1947     | 12 avril 1965     |
|     | Hans Sima         | SPÖ   | 12 avril 1965     | 12 avril 1974     |
|     | Leopold Wagner    | SPÖ   | 19 avril 1974     | 27 septembre 1988 |
|     | Peter Ambrozy     | SPÖ   | 27 septembre 1988 | 21 avril 1989     |
|     | Jörg Haider       | FPÖ   | 21 avril 1989     | 21 juin 1991      |
|     | Christof Zernatto | ÖVP   | 21 juin 1991      | 8 avril 1999      |
|     | Jörg Haider       | FPÖ   | 8 avril 1999      | 11 octobre 2008   |
|     | Jörg Haider       | BZÖ   | 8 avril 1999      | 11 octobre 2008   |
|     | Gerhard Dörfler   | BZÖ   | 23 octobre 2008   | 28 mars 2013      |
|     | Peter Kaiser      | SPÖ   | 28 mars 2013      | En fonction       |

### Haute-Autriche
| Nom | Nom               | Parti | Dates           | Dates           |
| --- | ----------------- | ----- | --------------- | --------------- |
|     | Adolf Eigl        | SE    | 16 mai 1945     | 25 octobre 1945 |
|     | Heinrich Gleißner | ÖVP   | 26 octobre 1945 | 2 mai 1971      |
|     | Erwin Wenzl       | ÖVP   | 3 mai 1971      | 19 octobre 1977 |
|     | Josef Ratzenböck  | ÖVP   | 19 octobre 1977 | 2 mars 1995     |
|     | Josef Pühringer   | ÖVP   | 2 mars 1995     | 6 avril 2017    |
|     | Thomas Stelzer    | ÖVP   | 6 avril 2017    | En fonction     |
|     | Thomas Stelzer    | ÖVP   | 6 avril 2017    | En fonction     |

### Salzbourg
| Nom | Nom                | Parti | Dates             | Dates             |
| --- | ------------------ | ----- | ----------------- | ----------------- |
|     | Adolf Schemel      | ÖVP   | 23 mai 1945       | 12 décembre 1945  |
|     | Albert Hochleitner | ÖVP   | 12 décembre 1945  | 4 décembre 1947   |
|     | Josef Rehrl        | ÖVP   | 4 décembre 1947   | 1er décembre 1949 |
|     | Josef Klaus        | ÖVP   | 1er décembre 1949 | 17 avril 1961     |
|     | Hans Lechner       | ÖVP   | 17 avril 1961     | 20 avril 1977     |
|     | Wilfried Haslauer  | ÖVP   | 20 avril 1977     | 2 mai 1989        |
|     | Hans Katschthaler  | ÖVP   | 2 mai 1989        | 24 avril 1996     |
|     | Franz Schausberger | ÖVP   | 24 avril 1996     | 28 avril 2004     |
|     | Gabi Burgstaller   | SPÖ   | 28 avril 2004     | 19 juin 2013      |
|     | Wilfried Haslauer  | ÖVP   | 19 juin 2013      | En fonction       |
|     | Wilfried Haslauer  | ÖVP   | 19 juin 2013      | En fonction       |

### Styrie
| Nom | Nom                   | Parti | Dates            | Dates            |
| --- | --------------------- | ----- | ---------------- | ---------------- |
|     | Reinhard Machold      | SPÖ   | 8 mai 1945       | 28 décembre 1945 |
|     | Anton Pirchegger      | ÖVP   | 28 décembre 1945 | 6 juillet 1948   |
|     | Josef Krainer         | ÖVP   | 6 juillet 1948   | 28 novembre 1971 |
|     | Friedrich Niederl     | ÖVP   | 12 décembre 1971 | 4 juillet 1980   |
|     | Josef Krainer         | ÖVP   | 4 juillet 1980   | 23 janvier 1996  |
|     | Waltraud Klasnic      | ÖVP   | 23 janvier 1996  | 25 octobre 2005  |
|     | Franz Voves           | SPÖ   | 25 octobre 2005  | 16 juin 2015     |
|     | Hermann Schützenhöfer | ÖVP   | 16 juin 2015     | 4 juillet 2022   |
|     | Hermann Schützenhöfer | ÖVP   | 16 juin 2015     | 4 juillet 2022   |
|     | Christopher Drexler   | ÖVP   | 4 juillet 2022   | 18 décembre 2024 |
|     | Mario Kunasek         | FPÖ   | 18 décembre 2024 | En fonction      |

### Tyrol
| Nom | Nom                  | Parti | Dates             | Dates             |
| --- | -------------------- | ----- | ----------------- | ----------------- |
|     | Karl Gruber          | ÖVP   | 4 mai 1945        | 20 octobre 1945   |
|     | Alfons Weißgatterer  | ÖVP   | 20 octobre 1945   | 31 janvier 1951   |
|     | Alois Grauß          | ÖVP   | 27 février 1951   | 12 novembre 1957  |
|     | Hans Tschiggfrey     | ÖVP   | 12 novembre 1957  | 30 juin 1963      |
|     | Eduard Wallnöfer     | ÖVP   | 30 juin 1963      | 2 mars 1987       |
|     | Alois Partl          | ÖVP   | 5 mars 1987       | 24 septembre 1993 |
|     | Wendelin Weingartner | ÖVP   | 24 septembre 1993 | 26 octobre 2002   |
|     | Herwig van Staa      | ÖVP   | 26 octobre 2002   | 1er juillet 2008  |
|     | Günther Platter      | ÖVP   | 1er juillet 2008  | 25 octobre 2022   |
|     | Günther Platter      | ÖVP   | 1er juillet 2008  | 25 octobre 2022   |
|     | Anton Mattle         | ÖVP   | 25 octobre 2022   | En fonction       |

### Vienne
| Nom | Nom            | Parti | Dates             | Dates             |
| --- | -------------- | ----- | ----------------- | ----------------- |
|     | Theodor Körner | SPÖ   | 17 avril 1945     | 18 juin 1951      |
|     | Franz Jonas    | SPÖ   | 18 juin 1951      | 9 juin 1965       |
|     | Bruno Marek    | SPÖ   | 10 juin 1965      | 17 décembre 1970  |
|     | Felix Slavik   | SPÖ   | 21 décembre 1970  | 5 juillet 1973    |
|     | Leopold Gratz  | SPÖ   | 5 juillet 1973    | 10 septembre 1984 |
|     | Helmut Zilk    | SPÖ   | 10 septembre 1984 | 7 novembre 1994   |
|     | Michael Häupl  | SPÖ   | 7 novembre 1994   | 24 mai 2018       |
|     | Michael Ludwig | SPÖ   | 24 mai 2018       | En fonction       |

### Vorarlberg
| Nom | Nom                | Parti | Dates           | Dates           |
| --- | ------------------ | ----- | --------------- | --------------- |
|     | Ulrich Ilg         | ÖVP   | 24 mai 1945     | 28 octobre 1964 |
|     | Herbert Keßler     | ÖVP   | 29 octobre 1964 | 9 juillet 1987  |
|     | Martin Purtscher   | ÖVP   | 9 juillet 1987  | 2 avril 1997    |
|     | Herbert Sausgruber | ÖVP   | 2 avril 1997    | 7 décembre 2011 |
|     | Markus Wallner     | ÖVP   | 7 décembre 2011 | En fonction     |
|     | Markus Wallner     | ÖVP   | 7 décembre 2011 | En fonction     |